# Sans laisser d'adresse (film)
Pour les articles homonymes, voir Sans laisser d'adresse.
Pour plus de détails, voir Fiche technique et Distribution.
Sans laisser d'adresse est un film français réalisé par Jean-Paul Le Chanois en 1950 et sorti en 1951.

## Synopsis
L'action se passe à Paris dans le milieu des chauffeurs de taxi et du journalisme. Émile Gauthier, chauffeur de taxi, prend en charge à la gare de Lyon, Thérèse Ravenaz, une jeune provinciale venue retrouver à Paris le père de son enfant. Elle n'a pratiquement pas d'argent et se lance, avec l'aide du chauffeur au grand cœur, à la recherche de son ami. Au fil des différentes adresses, celui-ci apparait comme un journaliste aux multiples aventures féminines. À la dernière adresse la jeune femme découvre qu'il est déjà marié et père de famille.
Bouleversée, elle se laisse convaincre de rentrer chez son père. Peu après l'avoir déposée à la gare de Lyon, Emile apprend que son épouse, qui attendait leur premier enfant, a été transportée à l'hôpital où elle va accoucher d'une petite fille. Dans la cour de l'Hôtel-Dieu, Emile assiste à l'arrivée d'une ambulance transportant une femme qui s'est suicidée. Il est alors pris d'une crainte : que Thérèse ne tente elle aussi de se suicider.
Il retourne alors immédiatement à la gare où, avec l'aide d'autres chauffeurs de taxi, il la retrouve finalement au bord de la Seine. Emile et son épouse, aussi charitable que lui, recueilleront Thérèse avec son petit garçon.

## Fiche technique
- Réalisation : Jean-Paul Le Chanois, assisté de Guy Lefranc et de Pierre Granier-Deferre
- Scénario : Alex Joffé
- Adaptation : Alex Joffé, Jean-Paul Le Chanois
- Dialogue : Jean-Paul Le Chanois
- Décors : Max Douy, Serge Pimenoff, assistés de Robert André et Daniel Gueret
- Photographie : Marc Fossard, assisté de Schneider et Terry
- Opérateur : Jacques Natteau
- Musique : Joseph Kosma
- Chanson : La Fiancée du prestidigitateur, interprétée par Juliette Gréco
- Montage : Emma Le Chanois, assistée de Colette Charbonneau
- Son : Jean Rieul
- Photographe de plateau : Jean-François Clair
- Scripte : Lily Hargous
- Régisseur général : Jean Mottet
- Maquillage : Yvette Dicop
- Production : Raoul Ploquin, Ray Ventura, Robert Dorfmann
- Sociétés de production : Les Films Raoul Ploquin, Hoche Productions, Silver Films (France)
- Pays de production :  France
- Tournage : du 17 juillet 1950 au 6 septembre 1950 aux studios Franstudio, dans le 18e arrondissement de Paris
- Distribution : Corona
- Format : Noir et blanc - 35 mm - 1,37:1 - Mono
- Tirage : Laboratoire GTC Joinville
- Genre : Comédie dramatique
- Durée : 90 minutes
- Date de sortie : 
  - France : 17 janvier 1951

## Distribution
- Bernard Blier : Émile Gauthier, chauffeur de taxi
- Danièle Delorme : Thérèse Ravenaz, la provinciale
- Julien Carette : le tapissier chez Mr Forestier
- Pierre Trabaud : Gaston, le chauffeur de taxi amoureux de Raymonde
- Gérard Oury : un journaliste jaloux
- France Roche : Catherine, une journaliste
- Yvette Étiévant : Adrienne Gauthier, la femme d’Émile
- Arlette Marchal : Mme Forestier
- Sophie Leclair : Raymonde, la petite amie de Gaston
- Albert Michel : monsieur Marpin, un futur père
- Jean Sylvère : monsieur Lainé, un futur père
- Michel Etcheverry : monsieur Langlois, un futur père
- Simone Signoret : une journaliste (figuration)
- Juliette Gréco : elle-même
- Pierre Mondy : l'ami de Forestier
- Jacques Dynam : le journaliste photographe
- Louis de Funès : un futur père dans la salle d'attente
- Georgette Anys : la concierge de Forestier
- Marcelle Arnold : Marguerite Forestier, la femme du dentiste
- Christian Lude : Marcel Forestier, le dentiste
- Michel Piccoli : un journaliste ami de Catherine
- Colette Régis : une dame du taxi
- Léon Larive : le gros client du taxi
- Jean Sylvain : un client du taxi
- Eugène Yvernes : un client du taxi
- Marcel Charvey : un client du taxi
- Michel Nastorg : le patient chez le dentiste
- René Hell : un journaliste
- Gustave Gallet : un journaliste
- Jacques Harden : un journaliste dans la boîte de nuit
- Paul Faivre : le délégué syndical
- Germaine Stainval : la dame pour l'opéra
- Huguette Faget : l'assistante sociale
- Pâquerette : la vieille dame dans la rue
- Geneviève Morel : la voisine d’Émile
- Julienne Paroli : une concierge
- Marcel Magnat : le concierge agent de police
- Paul Ville : Victor, le chauffeur qui n'est pas d'accord
- Claire Olivier : une dactylo du journal
- Denise Prêcheur : une dactylo du journal
- Henri Coutet : Alfred, un typographe
- Madeleine Barbulée : la marchande de jouets
- Gilberte Géniat : la cliente de la voyante
- Maurice Marceau : le contrôleur
- Jean Berton : l'agent verbalisateur
- Albert Malbert : le concierge des HLM
- Jean-Paul Le Chanois : un infirmier sortant de l'ambulance
- Hubert de Lapparent : un balayeur
- Malka Vérone : la jeune fille qui s'est sauvée
- Simone Gusin : une infirmière
- Laure Paillette : la dame pipi de la gare
- Pierre Ferval : le pêcheur qui trouve l'enfant
- José Casa : le monsieur qui demande le train pour Marseille
- René Clermont : un journaliste
- Maurice Chevit : un bidasse dans la salle d'attente
- Jacky Blanchot : un homme à Saint-Germain-des-Prés
- Jean Blancheur : l'homme qui fouille dans la poubelle
- Annie Girardot : apparition en jeune femme demandant si le taxi est libre[1]